# Émilien-Benoît Bergès
Émilien-Benoît Bergès (født 13. januar 1983) er en fransk tidligere professionel cykelrytter.